# Грянчиха
Грянчиха (укр. Грянчиха) — село,
Устивицкий сельский совет,
Великобагачанский район,
Полтавская область,
Украина.
Код КОАТУУ — 5320285302. Население по переписи 2001 года составляло 28 человек.

## Географическое положение
Село Грянчиха находится в 2-х км от правого берега реки Псёл,
в 1,5 км от села Псельское.